# André Neher
(André Neher, L'esilio della parola)
André Neher (Obernai, 22 ottobre 1914 – Gerusalemme, 23 ottobre 1988) è stato un teologo e filosofo israeliano,
uno dei più grandi esegeti di lingua francese dell'Antico Testamento, profondo conoscitore della Kabbalah e studioso del confronto delle prospettive metafisiche dei testi sacri con quelle del pensiero filosofico contemporaneo.

## Biografia
Studiò letteratura tedesca nell'Università di Strasburgo e contemporaneamente cultura ebraica nella locale Sinagoga e nella yeshiva di Montreux: dal 1936 insegnò lingua e letteratura tedesca nel Collegio di Sarrebourg.
Mobilitato nel 1939, dopo la sconfitta francese raggiunse la famiglia a Brive-la-Gaillarde dove insegnò, prima di essere incaricato a Lanteuil. Con l'entrata in vigore delle leggi anti-semite del Governo di Vichy, il 2 dicembre 1940 gli fu vietato l'insegnamento senza che ci fosse alcuna reazione di protesta da parte dei suoi colleghi.
È proprio in quel periodo che la vita di Neher segna una svolta.  Vive assieme al padre, il fratello, il cognato e tutte le donne della sua famiglia in uno stato arcaico, pre-moderno. Questo ritorno al passato si traduce spiritualmente in una completa immersione negli studi religiosi dove Neher trova le risposte alle sue domande: se esiste un futuro e un senso per l'uomo nella vita.
Neher è convinto che nonostante la tragedia della Shoah esista un futuro da progettare: «Il y a eu Auschwitz, il a eu Hiroshima. Et pourtant, il y a un avenir».(«Vi è stato Auschwitz, vi è stata Hiroshima. E tuttavia vi è un futuro»).
Questa concezione fa riferimento al passo della Genesi 32,28 dove Giacobbe, dopo aver conosciuto l'angoscia, l'abbandono e la disperazione, riceve all'alba il premio della lotta contro Dio. Il premio della sua emancipazione: «Il tuo nome non sarà più Giacobbe, ma Israele, poiché tu hai lottato con Dio e con gli uomini, ed hai vinto».
André Neher, in quanto sopravvissuto alla tragedia, si sente investito della missione di essere il portavoce di sei milioni di uomini: «Etre le porte-parole e le porte-silence de six millions d'hommes» («Essere il testimone con la parola e il silenzio di sei milioni di uomini».)
Per tale ragione rinuncia alla carriera di germanista bruciando la tesi di dottorato su Heinrich Heine e inizia a scriverne un'altra su Amos che discute a Strasburgo nel dicembre del 1947 alla vigilia del suo matrimonio.
Si sposa nel 1947 con Renée Bernheim con la quale scriverà diverse opere; nel 1955 è nominato professore di letteratura ebraica nell'Università di Strasburgo dove una cattedra viene istituita appositamente per lui e nel 1962 pubblica con la moglie L'histoire biblique du peuple d'Israël e poi Le Puits de l'exil.
Dopo la Guerra dei sei giorni emigra in Israele, stabilendosi a Gerusalemme e insegnando nell'Università di Tel Aviv.

## Il silenzio di Auschwitz
Anche se ben prima della Shoà l'ebreo si era posto il problema del perché della sua storia così tragica, Neher presenta una nuova interpretazione della Bibbia accomunandone il suo "silenzio" («Il silenzio costituisce il paesaggio della Bibbia») a quello di Auschwitz.
La tragica esperienza dell'Olocausto ha determinato nell'ebraismo religioso una profonda crisi basata sull'antica questione teologica:«Si Deus est, unde malum?» (Se c'è Dio, perché il male?)
Dov'era Dio quando il popolo eletto veniva così crudelmente sterminato. Perché Dio non ha risposto a chi lo invocava?
Il silenzio, quindi, è la mancata risposta del divino alle invocazioni umane colpite dal dolore ossia "la porta" che al tempo stesso può essere punto di allontanamento da Dio che non risponde "attraverso la quale tutto si separa" o punto d'incontro dove Lui si manifesta agli uomini.

## L'"esilio della parola"
Su questi temi e in particolare sul silenzio nel testo biblico, confrontato con il silenzio di Dio dopo la Shoah e le grandi tragedie della realtà contemporanea, si fonda il capolavoro di Neher L'esilio della parola (L'Exil de la parole. Du silence biblique au silence d'Auschwitz, Éditions du Seuil), pubblicato a Parigi nel 1970.
André Neher contrappone alla "morte di Dio" preannunciata da Nietzsche, il silenzio di Dio. Di un Dio che di fronte alle immani tragedie della storia recente è rimasto in disparte. Dal punto di vista di un credente ciò è silenzio, eclissi, e in qualità di credente Neher contrappone alla proclamazione della morte di Dio l'appello continuo, la preghiera, verso Colui che non si è estinto, verso Colui che è nascosto, oscurato nel mistero del suo silenzio.
Il Dio eclissato, nascosto, impone un nuovo ruolo al credente. La vita contingente richiede una guida nel cammino della storia. L'uomo, quindi, si deve fare profeta per interpretare il senso delle cose, per distinguere ciò che è giusto da ciò che è sbagliato. In altri termini se Dio si eclissa dalla storia all'uomo tocca farsi profeta per parlare in sua vece.
Sin dall'inizio biblico della storia dell'uomo tra lui e Dio vi sono stati reciproci silenzi e parole e ciò deve continuare ad essere nella storia in un reciproco incontro fisico e metafisico: se questo non avvenisse sarebbe la fine per entrambi. 
La storia è il luogo dove Dio e l'uomo s'intrecciano nel loro dolore imparando a interpretare il loro silenzio.
Se Dio fosse una "voce che grida nel deserto" che senso avrebbe la sua esistenza? Così l'uomo deve saper ascoltare Dio quando parla e quando è chiuso nel suo silenzio e Dio deve ascoltare il silenzio dell'uomo che lo invoca.
(A. Neher, L'esilio della parola)

## La libertà
(Søren Kierkegaard, Il concetto dell'angoscia)
Il silenzio divino è stato provvidenziale: ha permesso la libera iniziativa dell'uomo che è «dialetticamente legata al silenzio».
Secondo Neher cioè è proprio nel silenzio delle pagine della Bibbia, fenomenologia della parola, ma anche, e soprattutto, fenomenologia del silenzio, il metodo di comunicazione più efficace, che deve essere ricercata la rivelazione divina: grazie ad esso è possibile la libertà umana intesa come responsabile compartecipazione all'azione creativa di Dio che si è quasi autolimitato per offrire agli uomini l'occasione di realizzare la loro libertà.
Quando Dio sembra non parlare, la sua parola nascosta va ricercata nella Bibbia che diventa la guida della libera azione dell'uomo.
Ma l'uomo nel suo cammino progressivo nella storia spesso sopravanza Dio ed egli non sa più se Dio lo sta seguendo e proteggendo. Quando l'uomo si volgerà indietro forse Dio sarà scomparso nel suo silenzio. Dio non si sostituisce all'uomo che nella sua faticosa opera, pur nella radicale insicurezza, diverrà parte attiva della creazione.
Da qui il ponte sospeso, l'insicurezza ontologica che questa libertà provoca nell'uomo: un "fattore radicale d'incertezza" che lo costringe a porre l'attenzione, più che alle idee di redenzione e di salvezza, all'essere qui della vita, ad operare nel mondo e a sperare di realizzare nella vita quanto Dio gli ha assegnato.
(A.Neher, L'esilio della parola, trad. di Giuseppe Cestari, Casale Monferrato, Marietti, 1983, p. 246)
La speranza è dunque nei quattro pilastri del silenzio:
- il dolore
- la libertà
- il rischio
- il Forse

Nel silenzio del dolore Dio si manifesta come colui che ha dato la libertà all'uomo: libertà che è anche rischio di fallire; l'uomo può tentare di realizzare tutto, ha la speranza di farlo ma è però possibile che nulla si realizzi. 
Per questo si lamenta il profeta Eliazar: «...Tutto questo sconvolgimento per un Forse!» Tutto questo dolore nel mondo affinché l'uomo realizzi la sua libertà creativa inficiata dal forse, dall'incertezza del suo operato.

## Pensiero greco occidentale e ebraismo
Nell'ultima parte dell'Esilio della parola, Neher evidenzia la profonda differenza che segna il pensiero greco da quello ebraico.
Mentre la filosofia platonica e aristotelica considera il tempo, come un ripetersi ciclico, fattore di contingenza e transitorietà, per cui la filosofia antica va alla ricerca dell'immutabile, dell'essenza, la filosofia ebraica è una vera e propria "filosofia della storia".
Neher rileva come il pensiero biblico ebraico si fondi sulla rivalutazione del tempo e dello spazio dov'è avvenuta l'alleanza, l'incontro nella storia, tra l'uomo e Dio che ha segnato il valore non più dell'astratta essenza ma della reale esistenza umana nella storia.

## Opere
- (FR) Transcendance et immanence, Lyon, Yeshouroun, 1946.
- (FR) Fonction du prophète dans la société hébraïque, in Revue d'Histoire et de Philosophie Religieuses, n. 3, Paris, 1948-49,  pp. 241-51.
- (FR) Aspects actuels des études bibliques, in Évidences, Paris, agosto-settembre 1949,  pp. 29-32.
- (FR) La jeunesse d'Abraham, in Évidences, Paris, marzo-aprile 1950,  pp. 27-33.
- (FR) Amos : contribution à l'étude du prophétisme, Paris, J. Vrin, 1950.
- (FR) Notes sur Qohélet, Paris, Minuit, 1951.
- (FR) Le symbolisme conjugal : expression de l'histoire dans l'Ancien Testament, in Revue d'Histoire et de Philosophie Religieuses, I, Strasbourg-Paris,  pp. 30-49.
- L'essenza del profetismo, traduzione di Elio Piattelli, Casale Monferrato, Marietti, 1984  [1955].
- (FR) L'attitude de l'homme a Kippour, in Information Juive, Alger, agosto-settembre 1955.
- (FR) Moïse et la vocation juive, Paris, Seuil, 1956. In italiano  Mosè, traduzione di Marise Ferro, Milano, Mondadori, 1961.
- (FR) Gérémie, Paris, Seuil, 1960.
- (FR) Expériences juives, in La Nouvelle Revue Française, Paris, marzo 1961,  pp. 409-504.
- (FR) L'existence juive : solitude et affrontements, Paris, Seuil, 1962.
- (FR) La Parole et son écho, in Bulletin de nos Communautés, 7 giugno 1962,  editoriale.
- (FR) La contestation de la philosophie par la Bible, in Littera Judaica, in memoriam Edwin Guggenheim, Frankfurt a. M., Europaïsche Verlagsanstalt, 1965.
- (FR) Le puits de l'exil, Paris, Albin Michel, 1966. In italiano  Il pozzo dell'esilio, traduzione di Elio Piattelli, Genova, Marietti, 1990.
- (FR) Lecture de la Bible et son sens de l'histoire juive, in Information Juive, Alger, febbraio 1969.
- L'esilio della Parola, traduzione di Giuseppe Cestari, Casale Monferrato, Marietti, 1983  [1970].
- (FR) David Gans (1541-1613), disciple du Maharal de Prague, et assistant de Tycho Brahe et de Jean Kepler, in Revue d'Histoire et de Philosophie Religieuses, IV, Paris, 1972,  pp. 407-413.
- (FR) L'homme associe de son créateur, in Rencontre, n. 25-26, 1972,  p. 6.
- (FR) L'attitude a l'égard d'Israël : le peuple, la terre, l'Etat, in Concilium, n. 98, ottobre 1974.
- (FR) Vision du temps et de l'histoire dans la culture juive, Paris, Les presses de l'UNESCO, 1975,  pp. 171-191.
- (FR) Clefs pour le judaïsme, Paris, Seghers, 1977. In italiano  Chiavi per l'ebraismo, traduzione di Elio Piattelli, Genova, Marietti, 1988.
- (FR) Le Judaïsme: Hier-Demain, con Robert Aron e Victor Malka, Paris, Bûchet-Chastel, 1977.
- (FR) L'identité juive, Paris, Seghers, 1977.
- (FR) Le dur bonheur d'être juif, Paris, Le Centurion, 1978.
- (FR) Le sionisme du Maharal de Prague d'après Martin Buber, in Revue International de Philosophie, n. 32, 1978,  pp. 526-535.
- (FR) Pensée biblique et non-philosophie, in Les études philosophiques, n. 2, 1984,  pp. 145-156.
- (FR) Alléance et liberté, in Iggeret, n. 3, Tel-Aviv, dicembre 1986.
- (FR) Les références à Philon d'Alexandrie dans l'œuvre du rav Hanazir, disciple du Rav Kook, in Ellenika et judaica, hommage à Valentin Nikiprowetsky, Leuven-Paris, Peeters, 1986,  pp. 385-390.
- (FR) Laïcité et religion, in Information Juive, 6 marzo 1988.